# Röda moskén

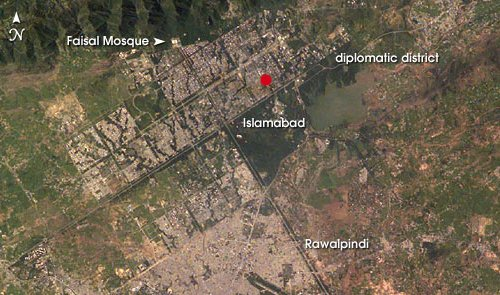
Moskéns läge i Islamabad (markerat med en röd prick)

Röda moskén (Lal Masjid) är en moské belägen i hjärtat av Pakistans huvudstad Islamabad. Två madrasas (koranskolor) är knutna till moskén, en för vardera könet. Moskén, som följer salafismen, har länge varit ett centrum för radikala islamistiska budskap.
Moskéns ledare, bröderna Abdul Aziz och Abdul Rashid Ghazi, hamnade i konflikt med den pakistanska regeringen sedan man 2006 instiftade ett eget juridiskt system, byggt på sharialagar, som bland att resulterade i att sju kinesiska medborgare bortfördes.
Röda moskén stormades den 10 juli 2007 när förhandlingarna med Ghazi bröt samman, efter en åtta dagar lång belägring som krävde 24 människors liv. 
Armén stormade moskén och efter nära ett dygns strider hade man tagit kontroll över hela moskéområdet. Oberoende källor hävdade att mellan 80 och 200 människor mist livet i striderna, däribland ledaren Abdul Rashid Ghazi.
Efter stormningen har landet skakats av en rad förmodade hämndaktioner, som krävt över 200 människors liv.
Den 27 juli öppnades moskén åter för fredagsbön. Radikala studenter jagade då iväg den nytillsatte imamen Mohammad Ashfaq och tog över den röda moskén. Kort därefter genomfördes ett självmordsattentat på en marknad i närheten.